# Scars (album)
Scars – drugi album zespołu SOiL.

## Lista utworów
| Nr  | Tytuł utworu       | Długość |
| --- | ------------------ | ------- |
| 1.  | „Breaking Me Down” | 2:35    |
| 2.  | „Halo”             | 3:16    |
| 3.  | „Need to Feel”     | 3:39    |
| 4.  | „Wide Open”        | 3:25    |
| 5.  | „Understanding Me” | 2:57    |
| 6.  | „My Own”           | 3:43    |
| 7.  | „Unreal”           | 3:15    |
| 8.  | „Inside”           | 3:17    |
| 9.  | „Two Skins”        | 2:58    |
| 10. | „The One”          | 2:49    |
| 11. | „New Faith”        | 3:16    |
| 12. | „Why”              | 2:59    |
| 13. | „Black 7”          | 4:59    |
|     |                    | 43:08   |

## Twórcy
- Ryan McCombs – śpiew
- Adam Zadel – gitara
- Shaun Glass – gitara
- Tim King – gitara basowa
- Tom Schofield – perkusja
- Johnny K - producent
- George Marino - mastering